# Sophie Reimers
Sophie Reimers (Bergen, 19 april 1853 – Oslo, 9 april 1932) was een Noors actrice.

## Achtergrond
Petra Sophie Christine Reimers werd geboren in het gezin van pastoor Claus Severin Frimann Reimers (1808-1870) en Severine Cathrine Lem (1814-1895). Het gezin:
- Hjeronymus Arnoldus Reimers (1844-1899)
- Lydia Cathrine Reimers (18 november 1845- 17 april 1846)
- Anna Katrine Reimers (12 januari 1848-); huwde Kristian Scharffenberg; uit dat huwelijk kwam zangeres Anna Scharffenberg voort
- Christiane Bolette Reimers (20 januari 1850); lerares in Bergen
- Margrethe Sophie Amalie Reimers (28 november 1851-april 1927), naast Arnoldus begraven
- Petra Sophie Alette Christine Reimers; toneelactrice
- Emilie Sophie Reimers (28 augustus 1854); getrouwd met politicus en bestrijder van armoede Elias Nicolai Reksten;
- Claus Severin Reimers (12 februari 1856); zeeman, scheepvaarder

## Leven
Ze maakte haar debuut in 1879 in Bergen. In 1891 ging ze een verbintenis aan met het toneelgezelschap van het Christiania Theater en verhuisde in 1899 mee naar het Nationaltheatret. Haar repertoire wisselde van tragische tot komische rollen.
Reimers was ook te bewonderen op het witte doek; ze speelde in de film Glomdalsbruden uit 1926. 
- KulturNav: d9d65678-30ca-4ccd-8f2b-b04dc774938d
- Virtual International Authority File: 6818149198342774940008